# Фінляндія на пісенному конкурсі Євробачення 2023
Фінляндія брала участь на пісенному конкурсі Євробачення 2023 у Ліверпулі, Велика Британія з піснею «Cha Cha Cha» у виконанні співака Käärijä. Фінська телекомпанія Yle організувала конкурс Uuden Musiikin Kilpailu 2023 (UMK 2023) як національний відбір на конкурс. Фінляндія посіла перше місце в півфіналі зі 177 балами та пройшла до фіналу, де посіла друге місце, набравши 526 балів.

## Передісторія
До конкурсу 2023 року Фінляндія брала участь на Євробаченні п'ятдесят п'ять разів, починаючи з їхнього дебюту в 1961 році. Фінляндія виграла конкурс один раз у 2006 році з піснею «Hard Rock Hallelujah» у виконанні Lordi. На конкурсі 2022 року Фінляндію представляла пісня «Jezebel» у виконанні The Rasmus, тоді країна пройшла у фінал, де посіла двадцять перше місце.
Фінська національна телерадіокомпанія Yle транслює подію в межах Фінляндії та організовує процес відбору для участі країни. Yle підтвердили свої наміри взяти участь у пісенному конкурсі Євробачення-2023 23 травня 2022 року. Заявки Фінляндії на пісенний конкурс Євробачення були відібрані через національні фінальні конкурси, формат яких протягом багатьох років змінювався. Між 1961 і 2011 роками відбіркове шоу, яке часто називалося Suomen euroviisukarsinta, наголошувало, що мета програми — вибір пісні для Євробачення. Проте з 2012 року мовник організовує відбіркове шоу Uuden Musiikin Kilpailu (UMK), яке зосереджується на демонстрації нової музики з піснею-переможцем, яка обирається як заявка на фінський конкурс цього року. Разом із підтвердженням участі телекомпанія також оголосила, що фінську заявку на конкурс 2023 року буде відібрано через UMK 2023.

## Перед Євробаченням

### Uuden Musiikin Kilpailu 2023

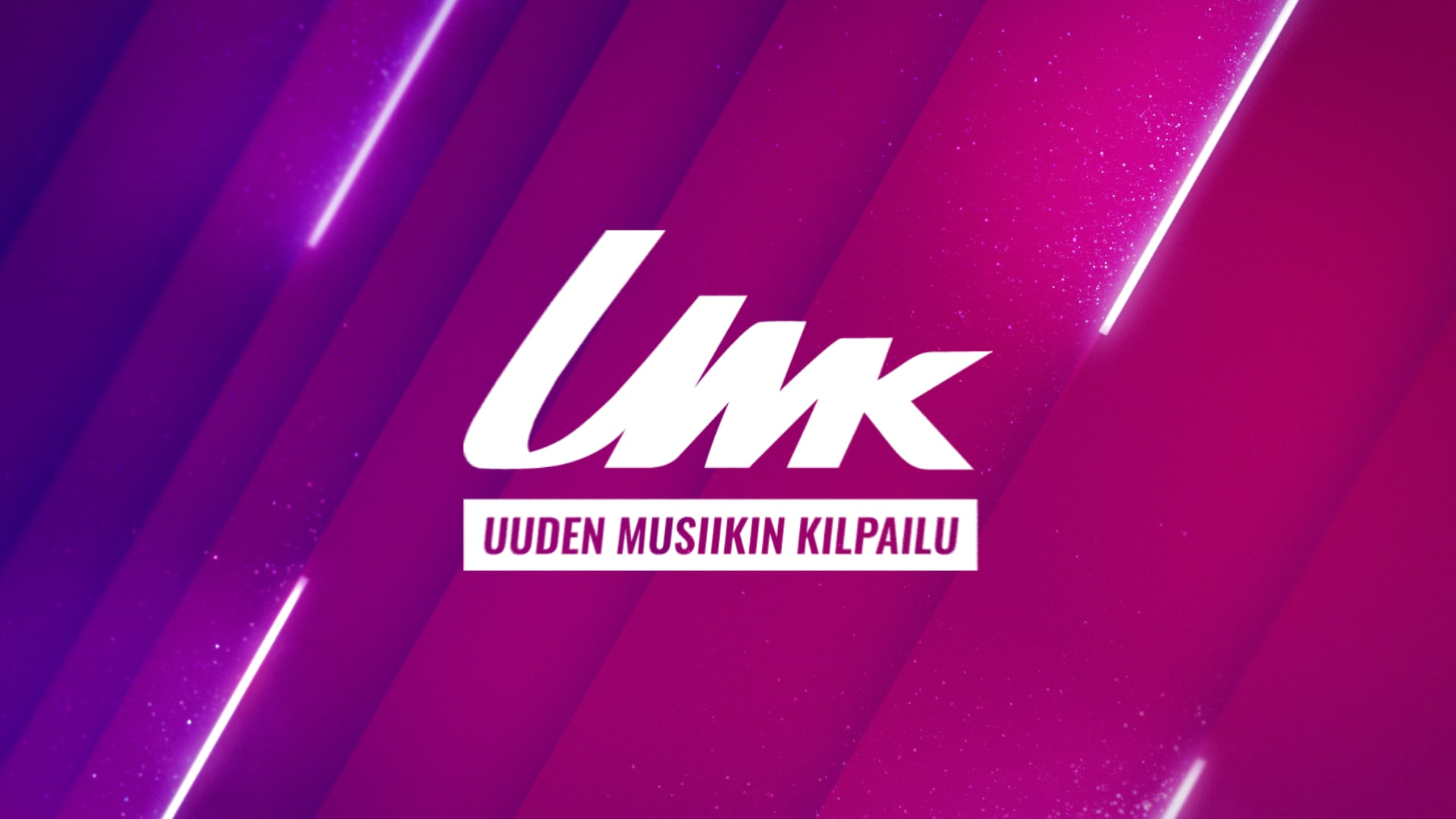
Логотип UMK 2023

Uuden Musiikin Kilpailu 2023 був дванадцятим випуском UMK, національного відбору Фінляндії на пісенний конкурс Євробачення. Змагання пройшло 25 лютого 2023 року у Logomo в місті Турку. Ведучим конкурсу був Саму Хабер. Шоу транслювалося на Yle TV1 з використанням другої аудіопрограми. Шоу коментувалось фінською мовою Мікко Сілвеннойненом, шведською Євою Франц і Йоханом Ліндроосом, англійською Яні Карейненом, російською Леваном Твалтвадзе, українською Галиною Сергєєвою, фінською жестовою мовою Мігелем Пелтомаа, північносаамською мовою Ліндою Таммелою та інарі-саамською мовою Хелі Хуовіненом. Конкурс також транслювався онлайн на Yle Areena та через радіо на YleX, Yle Radio Suomi, й також з коментарями шведською мовою на Yle X3M. Конкурс дивилося 2,1 мільйона глядачів у Фінляндії, що зробило його найпопулярнішим з усіх конкурсів UMK з моменту його створення у 2012 році.

#### Учасники
Для відбору заявок для участі в конкурсі, Yle організувало період подання заявок, який тривав з 1 вересня 2022 року до 5 вересня 2022 року. Принаймні один із авторів пісні і її виконавців повинні були мати фінське громадянство або постійно проживати у Фінляндії, щоб заявка могла брати участь у конкурсі. Комісія з дев'яти експертів, призначених Yle, відібрала сім заявок для конкурсу з 363 отриманих. Обраними експертами були Тапіо Хаканен (керівник музичного відділу YleX), Айя Пууртінен (тренер вокалу), Амі Боргар (керівник музичного відділу Yle X3M), Анссі Аутіо (продюсер UMK), Йохан Ліндрос (керівник музичного відділу Yle Radio Suomi), Юссі Мянтісаарі (керівник музичного відділу Nelonen Media), Юха-Матті Валтонен (телевізійний режисер), Катрі Норлін (музичний журналіст YleX) і Самулі Вяянен (старший редактор Spotify Finland). Назви конкурсних записів були представлені 11 січня 2023 року, а їхні музичні відео з текстами пісні були випущені між 12 і 20 січня 2023 року.

#### Фінал

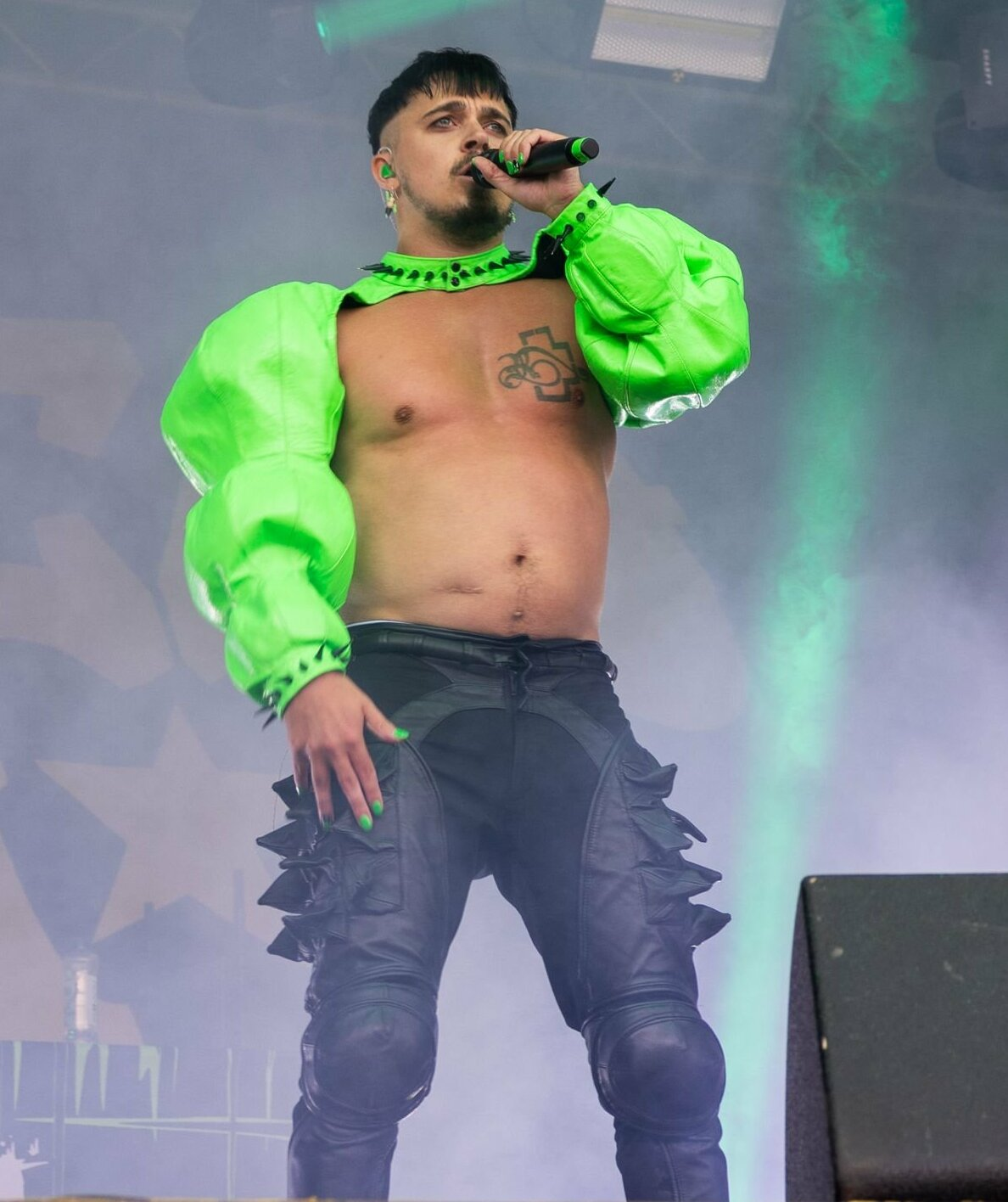
Переможець UMK 2023 та представник Фінляндії на пісенному конкурсі Євробачення 2023 — Käärijä у червні 2023 року.

Фінал відбувся 25 лютого 2023 року. «Cha Cha Cha» у виконанні співака Käärijä обрано переможцем за результатами телеголосування і голосування семи груп міжнародного журі з Австралії, Німеччини, Польщі, Іспанії, Швеції, України та Великої Британії, самі результати були розподілені у вигляді 75 %/25% відповідно. Глядачі мали загалом 882 бали, а журі — 294 бали. Кожна група журі розподілила свої бали таким чином: 2, 4, 6, 8, 10 і 12 балів. Голосування глядачів базувалося на відсотку голосів, отриманих кожною піснею за допомогою таких методів голосування: голосування через телефон, через SMS і через додаток. Наприклад, якщо пісня набере 10 % голосів глядачів, то цей запис отримає 10 % із 882 балів, округлених до найближчого цілого числа, а саме 88 балів. Загалом під час шоу віддано 231 968 голосів: 93 324 голоси через телефон та SMS і 138 644 голоси через додаток Yle.
З інтервал-актів: шоу відкрила Бесс, виконавши свої пісні «Lähtee käsistä» та «Ram pam pam», пізніше виступили представники Фінляндії на пісенному конкурсі Євробаченні 2022 The Rasmus, які виконали свою пісню «Live and Never Die», та Саму Хабер, який виконав свою пісню «Syödään sieniä».
| № | Виконавець    | Пісня                           | Мова       | Переклад                 | Бали журі | Бали Телеголосування | Бали Телеголосування | Бали Телеголосування | Загалом | Місце |
| № | Виконавець    | Пісня                           | Мова       | Переклад                 | Бали журі | К-сть голосів        | Відсоток             | Бали                 | Загалом | Місце |
| - | ------------- | ------------------------------- | ---------- | ------------------------ | --------- | -------------------- | -------------------- | -------------------- | ------- | ----- |
| 1 | Робін Пакален | «Girls Like You»                | Англійська | Дівчата як ти            | 28        | 21,303               | 9.2 %                | 81                   | 109     | 4     |
| 2 | Kuumaa        | «Ylivoimainen»                  | Фінська    | Пересилив                | 44        | 16,569               | 7.1 %                | 63                   | 107     | 5     |
| 3 | Käärijä       | «Cha Cha Cha»                   | Фінська    | Ча ча ча                 | 72        | 122,822              | 52.9 %               | 467                  | 539     | 1     |
| 4 | Keira         | «No Business on the Dancefloor» | Англійська | Ніяких справ на танцполі | 42        | 23,933               | 10.3 %               | 91                   | 133     | 3     |
| 5 | Беньямін      | «Hoida mut»                     | Фінська    | Бережи мене              | 34        | 8,416                | 3.6 %                | 32                   | 66      | 7     |
| 6 | Lxandra       | «Something to Lose»             | Англійська | Щось втратити            | 46        | 6,312                | 2.7 %                | 24                   | 70      | 6     |
| 7 | Portion Boys  | «Samaa taivasta katsotaan»      | Фінська    | Ми дивимось на одне небо | 28        | 32,613               | 14.1 %               | 124                  | 152     | 2     |

##### Детальні результати голосування журі
| № | Учасник       | Місце | Бали від глядачів | Бали від журі   | Бали від журі | Бали від журі | Бали від журі | Бали від журі | Бали від журі | Бали від журі | Бали від журі | Загальна кількість балів |
| № | Учасник       | Місце | Бали від глядачів | Велика Британія | Німеччина     | Іспанія       | Швеція        | Польща        | Австралія     | Україна       | Загалом       | Загальна кількість балів |
| - | ------------- | ----- | ----------------- | --------------- | ------------- | ------------- | ------------- | ------------- | ------------- | ------------- | ------------- | ------------------------ |
| 1 | Робін Пакален | 4     | 81                | 2               |               | 2             | 8             | 2             | 2             | 12            | 28            | 109                      |
| 2 | Kuumaa        | 5     | 63                | 10              | 6             | 6             | 4             | 4             | 6             | 8             | 44            | 107                      |
| 3 | Käärijä       | 1     | 467               | 6               | 12            | 12            | 10            | 10            | 12            | 10            | 72            | 539                      |
| 4 | Keira         | 3     | 91                | 12              | 4             | 4             | 6             | 6             | 4             | 6             | 42            | 133                      |
| 5 | Беньямін      | 7     | 32                |                 | 2             |               | 12            | 12            | 8             |               | 34            | 66                       |
| 6 | Lxandra       | 6     | 24                | 4               | 10            | 10            |               | 8             | 10            | 4             | 46            | 70                       |
| 7 | Portion Boys  | 2     | 124               | 8               | 8             | 8             | 2             |               |               | 2             | 28            | 152                      |

Речниками від різних країн виступили:
- Велика Британія — Вільям Лі Адамс
- Німеччина — Марк Форстер
- Іспанія — Анджі Фернандес
- Швеція — Корнелія Джейкобс
- Польща — Каміль Стащишин
- Австралія — Джуд Йорк
- Україна — Тимур Мірошниченко

### Популяризація заявки
Käärijä декілька разів виступав по всій Європі, щоб просувати свою пісню «Cha Cha Cha» як фінську заявку на Євробачення. 8 квітня 2023 Käärijä виступив на заході PrePartyES, що проходив у залі Sala La Riviera в Мадриді, Іспанія, та проводився Віктором Ескудеро, SuRie та Русланою. 15 квітня Käärijä виступив на концерті Eurovision in Concert, який відбувся в концертному залі AFAS Live в Амстердамі, Нідерланди, а ведучими були Корнальд Маас і Хіла Нурзай. 16 квітня Käärijä виступив на London Eurovision Party, яка проходила в Here at Outernet у Лондоні, Велика Британія, ведучими вечірки були Нікі Френч і Педді О'Коннелл.

## На Євробаченні

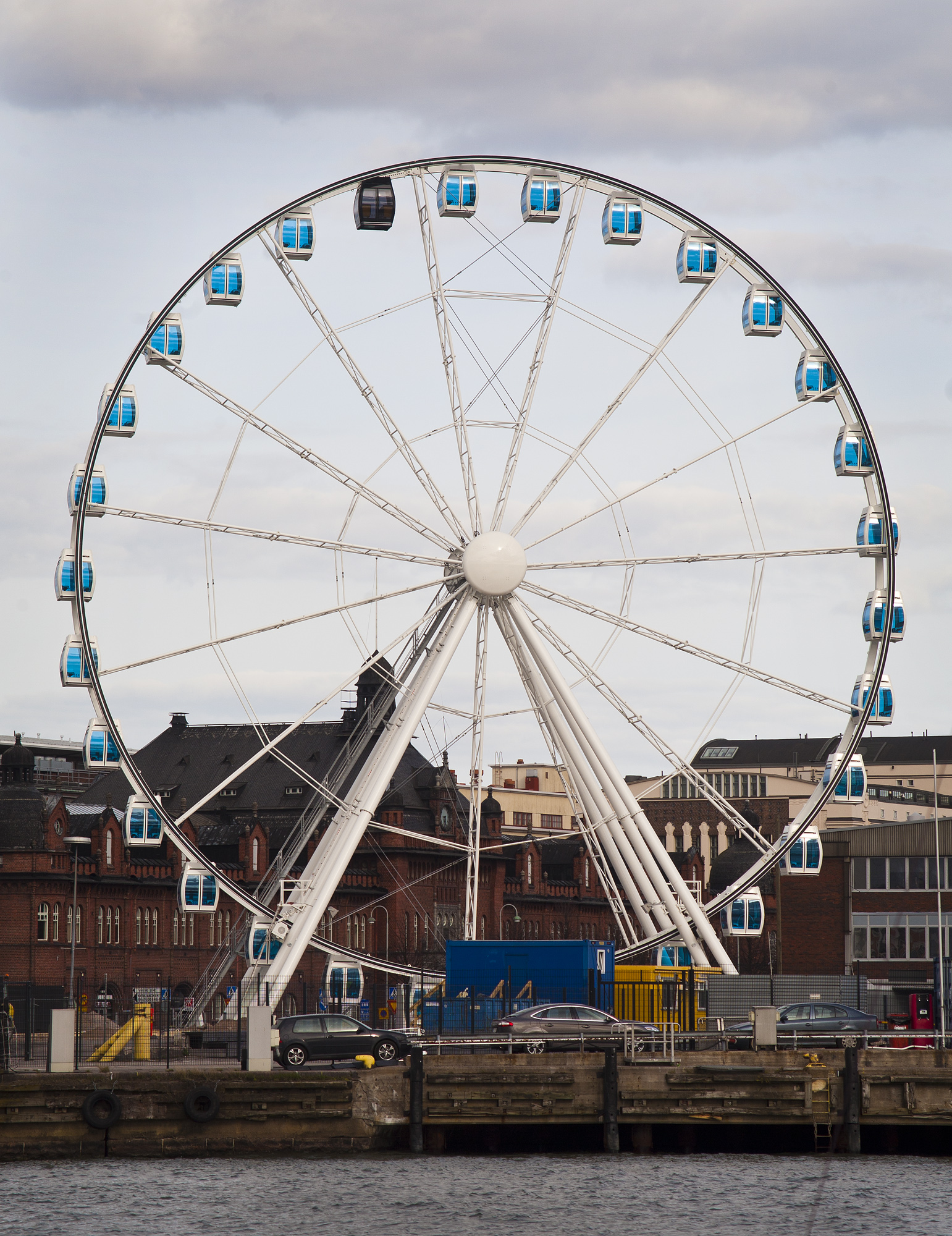
Одна з частин листівки перед виступом Käärijä в першому півфіналі та фіналі Євробачення 2023 була знята на SkyWheel Helsinki в березні 2023-го у співпраці з мовником країни-господарки, Великої Британії — BBC. Wheel of Liverpool в Ліверпулі та Подільське колесо огляду в Києві також були задіяні у фінській листівці.

Пісенний конкурс Євробачення 2023 відбувся в Ліверпуль-Арені в Ліверпулі, Велика Британія, і складався з двох півфіналів, які відбулися відповідно 9 і 11 травня, і фіналу 13 травня 2023 року. Відповідно до правил Євробачення, усі країни, за винятком країни-господарки та «Великої п'ятірки» (Франція, Німеччина, Італія, Іспанія та Великобританія), мають взяти участь в одному з двох півфіналів, щоб боротися за участь у конкурсі. Десять кращих країн з кожного півфіналу проходять до фіналу. 31 січня 2023 року відбулося жеребкування, яке розмістило кожну країну в одному з двох півфіналів, а також воно визначало, у якій половині шоу вони виступатимуть. Європейська мовна спілка (ЄМС) розділила країни-учасниці на шість різних кошиків на основі моделей голосування з попередніх конкурсів, причому країни зі сприятливою історією голосування були поміщені в один і той самий кошик. Фінляндія потрапила до першого півфіналу, який відбувся 9 травня 2023 року, і потрапила у другу половину шоу.
У березні 2023 року оприлюднено офіційний порядок виступів у півфіналах, через що Фінляндія виступила останньою, під 15-м номером, після виступу Нідерландів.
Обидва півфінали та фінал транслювались у Фінляндії на Yle TV1 з коментарем фінською мовою Мікко Сілвеннойнена. Всі три шоу також транслювалися через радіо з коментарями фінською мовою Санни Пірккалайнен та Йорми Хіетамакі на Yle Radio Suomi, із коментарями шведською мовою Єви Франц та Йохана Ліндрооса на Yle X3M й з коментарями фінською мовою Сіні Лайтінен на YleX у першому півфіналі та фіналі. Усі три шоу також були доступні онлайн через платформу Yle Areena з додатковими параметрами коментування. Разом із фінськими та шведськими коментуваннями, вони також були доступні інарі-саамською мовою Хелі Гуовінена та північно-саамською мовою Аслака Палто для всіх трьох шоу, а також російською мовою Левана Твалтвадзе та українською мовою Галини Сергєєвої для першого півфіналу і фіналу.
Трансляція першого півфіналу на Yle TV1, в якому брала участь Фінляндія, охопила в середньому 1,337 мільйона людей віком від 3 років, що становить 78 % від ринку. Трансляція фіналу досягла піку в 2,8 мільйона глядачів, в середньому 1,7 мільйона глядачів дивилися все шоу на Yle TV1 і ще 800 000 глядачів через Yle Areena та вебсайт Yle. Це становить 85,6 % частки всіх телеглядачів з всієї країни, що стало найвищим показником аудиторії, що переглядала фінал конкурсу у Фінляндії з 2007 року, коли захід проходив у Гельсінкі.

### Перший півфінал

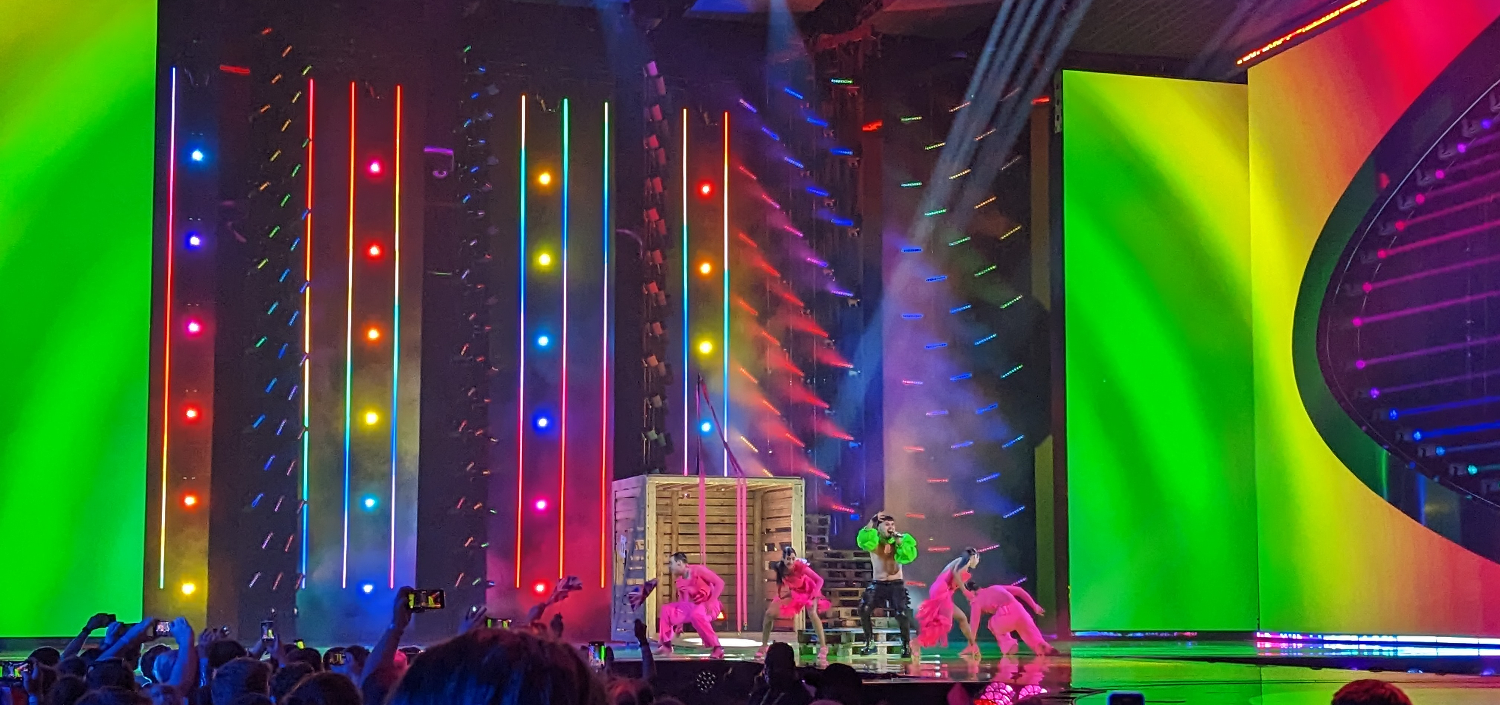
Käärijä під час репетиції перед першим півфіналом.

Käärijä брав участь у технічних репетиціях перед півфіналом 1 і 3 травня, а потім генеральних репетиціях 8 і 9 травня. Це включало шоу журі 8 травня, де професійне резервне журі кожної країни-учасниці першого півфіналу та Німеччини, Італії та Франції голосувало та їхні результати могли бути використаними, якщо виникли проблеми з публічним телеголосуванням. У день першого півфіналу букмекери вважали Фінляндію та Швецію найімовірнішими країнами, що пройдуть у фінал.
Під час виступу Käärijä виконував хореографічну партію в зеленому жакеті-болеро. На сцені була купа піддонів і величезна дерев'яна коробка, з якої Käärijä почав свій виступ, а потім вийшов на саму сцену. Одна сторона коробки пізніше відкрилася й показала чотирьох танцюристів у рожевому вбранні. Виконавці утворили людську стоногу на сателітній сцені в середині пісні, а виступ завершився феєрверками, які вибухнули обабіч ложі. Наприкінці пісні світлодіодні екрани змінювалися від гігантської тіні, що імітує рухи Käärijä зі зміїним язиком, до кольорів веселки. Чотири танцюристи, які приєдналися до Käärijä на сцені, були Етель Рьор, Джессі Війнанс, Катрі Мякінен і Матті Максим, а поза сценою також була представлена бек-вокалістка: Айя Пууртінен.
Наприкінці шоу оголошено, що Фінляндія потрапила в топ-10 і кваліфікувалася до фіналу. Пізніше стало відомо, що Фінляндія посіла перше місце у півфіналі, отримавши загалом 177 балів.

### Фінал
Незабаром після першого півфіналу відбулася пресконференція для десяти країн, які кваліфікувалися до фіналу. У межах цієї пресконференції кваліфіковані артисти взяли участь у жеребкуванні, щоб визначити, у якій половині фіналу вони братимуть участь. Це жеребкування проводилося в тому порядку, у якому країни виступали у півфіналі. Під час цього жеребкування вирішено, що Фінляндія виступатиме у другій половині шоу. Після цього жеребкування визначено порядок виступів у фіналі, у якому Фінляндія виступала під 13-м номером, після Естонії та перед Чехією. У день фіналу конкурсу, букмекери вважали Фінляндію другою за ймовірністю виграти змагання.
12 і 13 травня він знову брав участь у генеральних репетиціях перед фіналом, включно з фіналом для журі, де професійне журі всіх країн віддало голоси для фіналу перед прямим ефіром. Käärijä повторив свій півфінальний виступ під час фіналу 14 травня.
У фіналі країна зайняла 2-ге місце з 526-ма балами: 376 балів від телеголосування та 150 від журі.

### Голосування
Під час голосування під час трьох шоу кожна країна присуджувала два набори балів від 1 до 8, 10 і 12: один від професійного журі та інший від телеголосування у голосуванні фіналу, тоді як голосування у півфіналі повністю базувалося на телеголосуванні. Журі кожної країни складалося з п'яти професіоналів музичної індустрії, які є громадянами країни, яку вони представляють. Судді оцінюють кожну заявку на основі виступів під час другої генеральної репетиції кожного шоу, яка відбувається ввечері перед кожним живим шоу, за набором критеріїв, включаючи: вокальний потенціал; сценічний виступ; композиція та оригінальність пісні і загальне враження від заявки. Також жодному члену журі не дозволяється обговорювати своє голосування з іншими членами або бути будь-яким чином пов'язаним з будь-якими діями, у яких інші члени журі не можуть голосувати неупереджено та незалежно. Індивідуальний рейтинг кожного члена журі в анонімній формі, а також результати загальнонаціонального телеголосування були опубліковані незабаром після фіналу конкурсу. У фіналі конкурсу результати голосування журі були озвучені речниками, представленими від кожної країни, що брала участь на конкурсі, у той час як результати телеголосування оголошувалися ведучими. Речницею від Фінляндії була Бесс.
Нижче наведено бали, отриманих та відданих Фінляндією в першому півфіналі та фіналі конкурсу.

#### Бали нараховані Фінляндії
| Бали     | Телеголосування                                            |
| -------- | ---------------------------------------------------------- |
| 12 балів | Ізраїль Ірландія Латвія Німеччина Норвегія Хорватія Швеція |
| 10 балів | Нідерланди Португалія 🌎 Решта світу Сербія Швейцарія      |
| 8 балів  | Азербайджан Чехія                                          |
| 7 балів  | Італія Мальта Франція                                      |
| 6 балів  | Молдова                                                    |
| 5 балів  |                                                            |
| 4 бала   |                                                            |
| 3 бали   |                                                            |
| 2 бали   |                                                            |
| 1 бал    |                                                            |

| Бали     | Телеголосування | Журі                                                   |
| -------- | --- | ------------------------------------------------------ |
| 12 балів | Австралія Австрія Бельгія Велика Британія Данія Естонія Ізраїль Ірландія Ісландія Іспанія Латвія Литва Нідерланди Німеччина Норвегія Сан-Марино Сербія Швеція | Норвегія Швеція                                        |
| 10 балів | Греція Польща Португалія 🌎 Решта світу Румунія Словенія Україна Хорватія Чехія                                                                               | Естонія Ісландія Нідерланди                            |
| 8 балів  | Азербайджан Грузія Мальта Швейцарія | Австрія Вірменія Данія Ізраїль Ірландія Мальта Франція |
| 7 балів  | Кіпр Молдова | Хорватія Сербія                                        |
| 6 балів  | Албанія Вірменія Італія Франція |                                                        |
| 5 балів  | | Австралія Бельгія Чехія                                |
| 4 бали   | |                                                        |
| 3 бали   | | Азербайджан Кіпр Литва                                 |
| 2 бали   | |                                                        |
| 1 бал    | | Грузія Іспанія                                         |

#### Бали нараховані Фінляндією
| Бали     | Телеголосування |
| -------- | --------------- |
| 12 балів | Чехія           |
| 10 балів | Норвегія        |
| 8 балів  | Швейцарія       |
| 7 балів  | Молдова         |
| 6 балів  | Хорватія        |
| 5 балів  | Швеція          |
| 4 бали   | Сербія          |
| 3 бали   | Латвія          |
| 2 бали   | Португалія      |
| 1 бал    | Ізраїль         |

| Бали     | Телеголосування | Журі            |
| -------- | --------------- | --------------- |
| 12 балів | Норвегія        | Швеція          |
| 10 балів | Чехія           | Швейцарія       |
| 8 балів  | Австралія       | Чехія           |
| 7 балів  | Словенія        | Франція         |
| 6 балів  | Естонія         | Італія          |
| 5 балів  | Німеччина       | Бельгія         |
| 4 бали   | Хорватія        | Велика Британія |
| 3 бали   | Молдова         | Португалія      |
| 2 бали   | Австрія         | Австрія         |
| 1 бал    | Швейцарія       | Кіпр            |

#### Детальні результати голосування з Фінляндії
| №  | Країна      | Телеголосування | Телеголосування |
| №  | Країна      | Місце           | Бали            |
| -- | ----------- | --------------- | --------------- |
| 01 | Норвегія    | 2               | 10              |
| 02 | Мальта      | 11              |                 |
| 03 | Сербія      | 7               | 4               |
| 04 | Латвія      | 8               | 3               |
| 05 | Португалія  | 9               | 2               |
| 06 | Ірландія    | 14              |                 |
| 07 | Хорватія    | 5               | 6               |
| 08 | Швейцарія   | 3               | 8               |
| 09 | Ізраїль     | 10              | 1               |
| 10 | Молдова     | 4               | 7               |
| 11 | Швеція      | 6               | 5               |
| 12 | Азербайджан | 12              |                 |
| 13 | Чехія       | 1               | 12              |
| 14 | Нідерланди  | 13              |                 |
| 15 | Фінляндія   |                 |                 |

До фінського журі увійшли:
- Йонас Олссон
- Кайса Корхонен
- Ілкка Маттіла
- Саара Евері
- Нійна Джокіахо

| №  | Країна          | Журі   | Журі   | Журі   | Журі   | Журі   | Журі  | Журі | Телеголосування | Телеголосування |
| №  | Країна          | Журі 1 | Журі 2 | Журі 3 | Журі 4 | Журі 5 | Місце | Бали | Місце           | Бали            |
| -- | --------------- | ------ | ------ | ------ | ------ | ------ | ----- | ---- | --------------- | --------------- |
| 01 | Австрія         | 9      | 4      | 10     | 23     | 10     | 9     | 2    | 9               | 2               |
| 02 | Португалія      | 11     | 10     | 9      | 4      | 12     | 8     | 3    | 23              |                 |
| 03 | Швейцарія       | 4      | 16     | 2      | 2      | 1      | 2     | 10   | 10              | 1               |
| 04 | Польща          | 8      | 23     | 18     | 17     | 16     | 20    |      | 19              |                 |
| 05 | Сербія          | 25     | 24     | 25     | 14     | 13     | 24    |      | 12              |                 |
| 06 | Франція         | 14     | 9      | 5      | 7      | 4      | 4     | 7    | 11              |                 |
| 07 | Кіпр            | 3      | 22     | 11     | 15     | 14     | 10    | 1    | 18              |                 |
| 08 | Іспанія         | 19     | 8      | 8      | 19     | 19     | 17    |      | 20              |                 |
| 09 | Швеція          | 1      | 2      | 1      | 1      | 2      | 1     | 12   | 13              |                 |
| 10 | Албанія         | 23     | 15     | 21     | 8      | 23     | 21    |      | 21              |                 |
| 11 | Італія          | 13     | 14     | 6      | 12     | 3      | 5     | 6    | 17              |                 |
| 12 | Естонія         | 12     | 11     | 4      | 13     | 21     | 12    |      | 5               | 6               |
| 13 | Фінляндія       |        |        |        |        |        |       |      |                 |                 |
| 14 | Чехія           | 5      | 1      | 3      | 6      | 11     | 3     | 8    | 2               | 10              |
| 15 | Австралія       | 7      | 5      | 12     | 20     | 25     | 13    |      | 3               | 8               |
| 16 | Бельгія         | 18     | 12     | 19     | 3      | 5      | 6     | 5    | 14              |                 |
| 17 | Вірменія        | 16     | 21     | 20     | 22     | 6      | 18    |      | 24              |                 |
| 18 | Молдова         | 15     | 25     | 24     | 11     | 22     | 23    |      | 8               | 3               |
| 19 | Україна         | 21     | 13     | 13     | 24     | 8      | 19    |      | 16              |                 |
| 20 | Норвегія        | 10     | 17     | 7      | 10     | 9      | 14    |      | 1               | 12              |
| 21 | Німеччина       | 17     | 20     | 15     | 9      | 24     | 22    |      | 6               | 5               |
| 22 | Литва           | 6      | 18     | 17     | 5      | 17     | 11    |      | 22              |                 |
| 23 | Ізраїль         | 20     | 6      | 14     | 18     | 7      | 15    |      | 15              |                 |
| 24 | Словенія        | 22     | 19     | 23     | 16     | 18     | 25    |      | 4               | 7               |
| 25 | Хорватія        | 24     | 3      | 22     | 21     | 15     | 16    |      | 7               | 4               |
| 26 | Велика Британія | 2      | 7      | 16     | 25     | 20     | 7     | 4    | 25              |                 |

## Нотатки
1. ↑  Містить повторювану фразу англійською мовою